# グーフィーのテニス教室
グーフィーのテニス教室(原題：Tennis Racquet)は、グーフィーの短編映画シリーズ第24作である。

## ストーリー
テニス大会当日。植物園に大勢の客を奪われながらも、ビッグ・ベンとリトル・ジョーの試合が開始。一流ながらもドジなプレイで激戦が繰り広げられる。
この作品からグーフィーに眉毛が付いた。

## キャラクター
グーフィー（声：島香裕）
テニスの試合の解説者だが観客によって邪魔されては前の客に状況を聞くなど解説者らしかぬ部分を見せた。
グーフィー / ビッグ･ベン
パワー溢れる力強いプレーをする選手。激戦を制する。
グーフィー / リトル･ジョー
守備的なプレーをする選手。ビッグ･ベンに敗れる。
グーフィー / 整備員
コートの芝を整備している。試合中にもかかわらずコートに乱入し、木を植えたり、水をまいたりする、麦藁帽子と煙管がトレードマークの無口なグーフィー。